# تفرد حلقي
التفرد الحلقي هو تفرد جذبوي لثقب أسود دوّار أو ثقب أسود كير الذي هو على شكل حلقة.

## وصف التفرد الحلقي

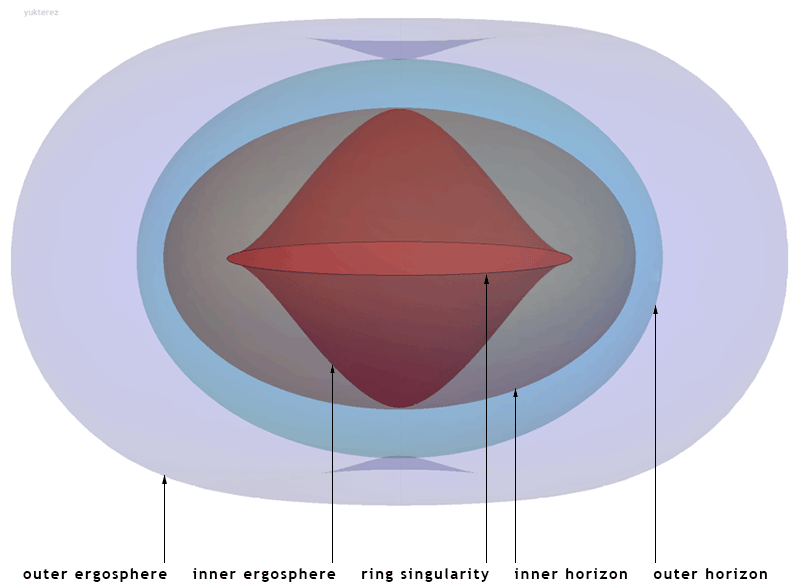
أفق الحدث وحلقات الجاذبية لثقب أسود دوّار؛ التفرد الحلقي يقع في المنطقة الاستوائية لحلقة الجاذبية الداخلية حيث R=a.

عندما ينهار جسم دائري غير دوّار وذو قطر حرج تحت جاذبيته الخاصة وطبقا لنظرية النسبية العامة،  تشير النظرية إلى أنه سوف ينهار إلى نقطة واحدة. هذا ليس هو الحال مع ثقب أسود دوّار . مع جسم سائل دوّار، يكون توزيع الكتلة غير كروي (حيث يُظهر انتفاخ استوائي)، كما يمتلك زخما زاويّا. وحيث أن النقطة لا يمكن أن تقدم الدوران أو الزخم الزاوي في الفيزياء الكلاسيكية (حيث النسبية العامة نظرية كلاسيكية) فإن الحد الأدنى من أشكال التفرد التي يمكن أن تدعم هذه الخصائص هي  حلقة سمكها صفر ولكن قطرها لا يساوي الصفر ويُشار إليها بالتفرد الحلقي أو تفرد كير. 

## العبورية والتجرد
عند عبور مراقب لأفق الحدث لقب أسود غير دوّار وبدون تجنب التفرد المركزي، والذي يقع في خط العالم المستقبلي لكل شيء في الأفق. وبالتالي لا يمكن للمرء تجنب التأثيرات المعكرونية من قبل قوى المد والجزر للتفرد المركزي.
هذا ليس صحيحا بالضرورة مع ثقب أسود كير. عند وقوع مراقب في ثقب أسود كير فإنه قد يكون قادرا على تجنب التفرد المركزي من خلال الاستخدام الذكي لأفق الحدث الداخلي مرتبطا مع هذه الفئة من الثقب الأسود. وهذا يجعل الأمر من الناحية النظرية (ولكن ليس من المرجح عمليا) ممكنا لثقب أسود كير أن يتصرف بمثابة نوع من الثقب الدودي، وربما حتى وثقب عبوريّ.